# Lobobunaea jamesoni
Lobobunaea jamesoni är en fjärilsart som beskrevs av Druce 1890. Lobobunaea jamesoni ingår i släktet Lobobunaea och familjen påfågelsspinnare. Inga underarter finns listade i Catalogue of Life.